# Joe Weatherly 150 1966
Joe Weatherly 150 1966 var ett stockcarlopp ingående i Nascar Grand National Series (nuvarande Nascar Cup Series) som kördes 18 september 1966 på den 0,9 mile (1,448 km) långa ovalbanan Orange Speedway i Hillsborough i North Carolina. Totalt avverkades 150,3 miles (241,884 km) fördelat på 167 varv. Banunderlaget var dirt. Loppet vanns av Dick Hutcherson i en Ford på tiden 1:39.32 körande för Holman Moody. Hutchersons snitthastighet uppgick till 90,603 mph. Prispotten uppgick till 6 600 dollar, varav 1 400 dollar gick till segraren.
Loppet är uppkallat efter Joe Weatherly som förolyckades 19 januari 1964 på Riverside International Raceway.

## Resultat
| Plc     | Nr | Förare          | Team/ bilägare              | Konstruktör | Start | Varv | Ledda varv |
| ------- | -- | --------------- | --------------------------- | ----------- | ----- | ---- | ---------- |
| 1       | 29 | Dick Hutcherson | Holman Moody                | Ford        | 1     | 167  | 157        |
| 2       | 6  | David Pearson   | Owens Racing                | Dodge       | 5     | 167  | 0          |
| 3       | 1  | Paul Lewis      | Paul Lewis                  | Plymouth    | 4     | 165  | 0          |
| 4       | 48 | James Hylton    | Bud Hartje                  | Dodge       | 3     | 163  | 0          |
| 5       | 4  | John Sears      | DeWitt Racing               | Ford        | 6     | 163  | 0          |
| 6       | 64 | Elmo Langley    | Langley-Woodfield Racing    | Ford        | 7     | 154  | 0          |
| 7       | 88 | Neil Castles    | Buck Baker Racing           | Oldsmobile  | 11    | 151  | 0          |
| 8       | 34 | Wendell Scott   | Scott Racing                | Ford        | 8     | 146  | 0          |
| 9       | 67 | Buddy Arrington | Arrington Racing            | Dodge       | 9     | 144  | 0          |
| 10      | 20 | Clyde Lynn      | Negre Racing                | Ford        | 10    | 141  | 0          |
| 11      | 97 | Henley Gray     | Gray Racing                 | Ford        | 14    | 141  | 0          |
| 12      | 92 | Hank Thomas     | W.S. Jenkins                | Ford        | 23    | 141  | 0          |
| 13      | 94 | Don Biederman   | Ron Stotten                 | Chevrolet   | 21    | 136  | 0          |
| 14      | 60 | Ernest Eury     | i.u.                        | Chevrolet   | 12    | 135  | 0          |
| 15      | 50 | Mike Page       | i.u.                        | Chevrolet   | 13    | 132  | 0          |
| 16      | 63 | Larry Manning   | Bob Adams                   | Plymouth    | 17    | 109  | 0          |
| 17      | 73 | Buddy Baker     | Joan Petre                  | Ford        | 18    | 57   | 0          |
| 18      | 59 | Tom Pistone     | Pistone Racing              | Ford        | 16    | 52   | 0          |
| 19      | 95 | Bill Seifert    | Seifert Racing              | Ford        | 15    | 51   | 0          |
| 20      | 26 | Junior Johnson  | Junior Johnson & Associates | Ford        | 2     | 28   | 10         |
| 21      | 38 | Wayne Smith     | Archie Smith                | Chevrolet   | 22    | 16   | 0          |
| 22      | 15 | Paul Dean Holt  | Lyle Stelter                | Ford        | 19    | 2    | 0          |
| 23      | 70 | J.D. McDuffie   | McDuffie Racing             | Ford        | 20    | 1    | 0          |
| Källor: |    |                 |                             |             |       |      |            |